# Петришин Роман Іванович
Рома́н Іва́нович Петри́шин — доктор фізико-математичних наук, професор, колишній ректор Чернівецького національного університету (25 квітня 2019 р. - 15 травня 2024 р.)

## Загальні відомості
Народився 20 березня 1953 року в с. Котиківка Городенківського району Івано-Франківської області. Після закінчення Городенківської СШ № 2 в 1970 році вступив на перший курс математичного факультету Донецького університету, а в 1971 році перевівся на математичний факультет Чернівецького університету. 3 1975 року після закінчення університету працював асистентом, старшим викладачем, а з 1986 року доцентом кафедри диференціальних рівнянь Чернівецького університету.
3 1995 року — професор кафедри диференціальних рівнянь Чернівецького університету імені Юрія Федьковича. У 1996—2001 роках — завідувач кафедри прикладної математики і механіки, у 1999—2005 роках — декан математичного факультету, а з квітня 2005 року — перший проректор Чернівецького університету.
Лауреат Державної премії України в галузі науки і техніки 2008 року у номінації — цикл наукових праць «Нові якісні методи нелінійної механіки та її застосування для аналізу багаточастотних коливань, стійкості та проблем керування». Підставою для отримання премії стала монографія «Математичні аспекти теорії нелінійних коливань». Написана вона у співавторстві з науковим консультантом Романа Петришина, директором Інституту математики Національної академії наук, академіком Анатолієм Михайловичем Самойленком.
З квітня 2019 року до 15 травня 2024 року був ректором ЧНУ.